# キューティ・ブロンド
『キューティ・ブロンド』（Legally Blonde）は、2001年制作のアメリカ映画。20世紀フォックス配給。監督ロバート・ルケティック。原作はアマンダ・ブラウンの同名小説。
第59回（2001年度）ゴールデングローブ賞のコメディ/ミュージカル部門において、作品賞と女優賞（リース・ウィザースプーン）にノミネートされた。2003年には続編『キューティ・ブロンド/ハッピーMAX』が製作された。
アメリカでは2001年6月26日にプレミア上映されたのち、同年7月13日に2620館で公開され、週末興行成績で初登場1位になり、トップ10内には6週間いた。日本では2002年4月27日に丸の内シャンゼリゼ・渋谷東急3系列ほかで公開され、週末興行成績（東京都内5地区集計）では初登場10位となった。
2007年にミュージカル化作品が上演（後述）。日本では2013年、洗足学園音楽大学ミュージカルコース主催「中高生のためのミュージカル」として上演された。2017年、東宝主催の商業版日本初演がシアタークリエで上演された。

## 概要
ブロンド娘が活躍する痛快サクセスムービー。ブロンド・ジョークをネタにした話。低予算ながらも全米初登場1位となる。ハーバード大学が舞台になっているが、実際にハーバード大学が登場するのはボストンの空撮シーンのみで、殆どのシーンの撮影はカリフォルニア大学ロサンゼルス校（UCLA）、南カリフォルニア大学（USC）で行われた。
製作当初、製作関係者たちは舞台の法科大学院を、ハーバード大学ではなく、シカゴ大学の法科大学院にしようと考えていた。しかし、映画の終盤にある、法科大学院の教授であり、エルのインターン先の弁護士事務所の所長である弁護士のキャラハンがエルに言い寄り、足を触るシーンをシカゴ大学の関係者が嫌い、映画の設定に前向きな意向を示したハーバード大学が舞台となった。
2007年にはLegally Blonde: The Musicalの題でミュージカル化された。このミュージカルは、2007年の第61回トニー賞にて7部門にノミネートされた（ミュージカル部門 主演女優・助演男優・助演女優・脚本・作詞作曲・振付・衣装デザイン賞）。

## ストーリー
主人公のエル・ウッズは、ブランド・ファッションで身を固めた典型的なValley girlで、CULA（ロサンゼルス市立大学）でファッション・マーチャンダイジングを学び（成績はオールＡで卒論は水玉模様の歴史）、社交クラブ、デルタ・ヌーの会長も務めている。順風満帆な日々を過ごし彼氏のワーナー・ハンティントン（3世）からのプロポーズを待ちわびていたエルだが、当の彼から30歳までに上院議員を目指すつもりであると告げられ「マリリン・モンローみたいなブロンド女は議員の妻にふさわしくない」との理由で振られてしまう。
なんでもポジティブ思考の彼女は一念発起して、彼と同じハーバード大学のロー・スクールに行くことを決意する。社交クラブの友人の協力のもと、ロー・スクール検定試験では猛勉強で合格ラインの175点を179点でクリア、ビキニ姿で登場した応募ビデオが功を奏したのか、見事難関に合格して、愛犬のブルーザーと一緒に学生寮へ入る。しかしロー・スクールでは、ワーナーにはすでにヴィヴィアン・ケンジントンという優等生の婚約者がいた。
エルはワーナーの気持ちを変える事ができず、また教授や他学生からはその浮きまくったスタイルや言動から批判的な視線を浴びる。しかし、それが却ってエルのやる気に火をつけ、エルの目的はワーナーを取り戻すことから、次第に一人前の立派な弁護士になることへと移っていく。ヘア＆ネイルの店で普通の女性ポーレット・ボニファンテと知り合い、親切な先輩エメット・リッチモンドに講義のコツを教わり、厳しい女性教授のストームウェルにシゴかれ、おシャレなノートパソコンで勉強し、フィットネス・トレーニング中にも本を離さず、とうとう凄腕弁護士で教授でもあるキャラハンの法律事務所に、ワーナー、ヴィヴィアンと一緒に実習生として選ばれて学ぶことになる。
彼女たちが手がけた裁判は、ブルック・ウィンダム（旧姓テイラー）による夫の殺害容疑。ブルックはデルタ・ヌーでのエルの先輩で、美容法レッスンでビジネス的に成功しており、財産目当ての殺害ではないことは明らかだが、ブルックは殺害時のアリバイを語ろうとはせず、目撃証人としてプール係のチャック・サルヴァトーレと夫の娘がいた。エルが誰にも言わないことで聞き出したブルックのアリバイは、その時間にliposuction（脂肪吸引法）をやっていたことだった。
証人に対する反対尋問の間際にエルは、自分の靴が去年のプラダであることを指摘したサルヴァトーレはゲイであることを知り（ブランドにくわしい男性はゲイ）、キャラハンの補佐弁護士であるエメットはそれを生かして、彼が被告の愛人だったことはあり得ない（証人としての発言に疑義がある）ということを暴く。
しかしその後、キャラハンはエルにセクハラもどきの行為をし、その現場をヴィヴィアンが目撃する。エルがキャラハンに迫っていると勘違いしたヴィヴィアンは彼女を罵り、傷付いたエルはロー・スクール及び彼の事務所での実習を辞めると宣言する。そんな彼女を止めたのはエメットとポーレット、それにポーレットの店に居合わせたストームウェル教授だった。エメットは被告人のブルックや誤解を理解して謝罪してくれたヴィヴィアン、その他の友人たちと相談して一計を案じる。
翌日、ブルックはキャラハンを解雇して、新しい弁護人としてエルを指名し、その補佐をエメットがすることになる（マサチューセッツ州の法規として、学生・実習生でも正規の弁護士がいれば弁護人になることができる）。エルは娘への反対尋問で、事件当時シャワーを浴びてて銃声が聞こえなかったということはありえない、なぜならパーマを当ててから24時間は頭を洗ってはいけないから、という、オシャレな女性なら誰でも知っている事実を指摘し、娘の犯行であることを暴く。
事件解決後、見かけとは裏腹のエルの才能と努力に心を変えたワーナーは、改めて彼女にプロポーズしなおすが、エルは「30歳までに自分の法律事務所を持ちたいからお断り」とワーナーを振る。
2年後の2004年、エル・ウッズは卒業生総代に選ばれ、友人や教授たちに感謝し、"We did it!"と叫ぶ。

## キャスト
| 役名                             | 俳優                     | 日本語吹替                                                                                           | 日本語吹替 |
| 役名                             | 俳優                     | ソフト版                                                                                             | 日本テレビ版 |
| -------------------------------- | ------------------------ | --- | --- |
| エル・ウッズ                     | リース・ウィザースプーン | 松本梨香                                                                                             | 坂本真綾 |
| エメット・リッチモンド           | ルーク・ウィルソン       | 内田直哉                                                                                             | 森川智之 |
| ストームウェル                   | ホランド・テイラー       | 久保田民絵                                                                                           | 藤田淑子 |
| ヴィヴィアン・ケンジントン       | セルマ・ブレア           | 岡寛恵                                                                                               | 阿部桐子 |
| ワーナー・ハンティントン         | マシュー・デイビス       | 川島得愛                                                                                             | 浜田賢二 |
| キャラハン教授                   | ヴィクター・ガーバー     | 稲垣隆史                                                                                             | 津嘉山正種 |
| ブルック・テイラー・ウィンダム   | アリ・ラーター           | 林佳代子                                                                                             | 石塚理恵 |
| ウィンダム・ヴァンダーマーク夫人 | ラクエル・ウェルチ       | 松岡洋子                                                                                             | 弥永和子 |
| ポーレット                       | ジェニファー・クーリッジ | 堀越真己                                                                                             | 雨蘭咲木子 |
| マーゴット                       | ジェシカ・コーフィール   | 引田有美                                                                                             | 入絵加奈子 |
| セリーナ                         | アラナ・ユーバック       | 朴璐美                                                                                               | 藤本喜久子 |
| ブルーザー・ウッズ               | ムーニー (チワワ)        | | |
|                                  |                          | | |
| その他                           |                          | 井上和彦 広瀬正志 有馬瑞香 重松朋 咲野俊介 永田博丈 小池亜希子 佐藤晴男 村竹あおい 斉藤瑞樹 佐々木健 | 檀臣幸 永井誠 たかはし智秋 西凛太朗 弓場沙織 松本大 唐沢潤 一城みゆ希 塾一久 後藤哲夫 安井邦彦 中原茂 根本圭子 大鐘則子 市川奈央子 世戸さおり 恒松あゆみ 筒井巧 川村拓央 御園行洋 |
|                                  |                          | | |
| 演出                             |                          | 中野洋志                                                                                             | 蕨南勝之 |
| 翻訳                             |                          | 渡辺ひとみ                                                                                           | 渡辺ひとみ |
| 調整                             |                          | 亀田亮治                                                                                             | |
| 制作                             |                          | ACクリエイト                                                                                         | ブロードメディア・スタジオ |
| 初回放送                         |                          | | 2005年12月9日 『金曜ロードショー』 |

## 続編・スピンオフ
続編
- キューティ・ブロンド/ハッピーMAX

キューティブロンド2作目。2003年公開の映画。
- 3作目（タイトル未定）

2018年、キューティ・ブロンドの3作目が製作されることが発表された。公開予定日は2020年の2月14日。
スピンオフ
- キューティ・ブロンド3

2009年に発表されたエルのイギリス在住の双子の従姉妹がカリフォルニアの名門私立学校に転入するという設定の低年齢向け作品、Legally Blondes。カミラ（ミリー）・ロッソ、レベッカ（ベッキー）・ロッソ主演で製作され、米ABCおよびディズニー・チャンネルで放映された。日本では2009年11月に『キューティ・ブロンド3』の題名でDVDが発売された。リース・ウィザースプーンは出演していない。日本ではナンバリングタイトルがついているがスピンオフ作品である。

## ミュージカル
ブロードウェイのパレス劇場にて4月3日から30回上演されたプレビュー公演を経て、4月29日から2008年10月19日まで595公演が上演され、評価は賛否両論であった。ローラ・ベル・バンディがエル役、クリスチャン・ボールがエメット役、オルフェがポーレット役、ニッキ・スネルソンがブルック役、リチャード・ブレイクがワーナー役、キャサリン・シンドルがヴィヴィアン役、マイケル・ルパートがキャラハン教授役に配役された。本公演はトニー賞のミュージカル主演女優賞（エル役ローラ・ベル・バンディ）、ミュージカル助演男優賞（エメット役クリスチャン・ボール）、ミュージカル助演女優賞（ポーレット役オルフェ）など7つの賞にノミネートされた。その後MTVのリアリティ番組『Legally Blonde: The Musical – The Search for Elle Woods』にてブロードウェイ・プロダクションのエル役を決めるオーディションが行なわれ、サウスカロライナ州アンダーソン出身のベイリー・ハンクスが優勝した。
イギリスではウエスト・エンドのサヴォイ劇場にて2009年12月5日から上演されたプレビュー公演を経て、2010年1月13日から2012年4月7日まで上演された。シェリダン・スミス、シェリダン・スミス、スーザン・マクファダン、カーリー・ステンソンがエル役、ダンカン・ジェイムス、リチャード・フリーシュマン、サイモン・トーマス、ベン・フリーマンがワーナー役を演じた。他にアレックス・ゴーモンド、デニス・ヴァン・オーテン、リー・ミードが出演した。